# Bathythrix claviger
Bathythrix claviger är en stekelart som först beskrevs av Taschenberg 1865.  Bathythrix claviger ingår i släktet Bathythrix och familjen brokparasitsteklar. Arten är reproducerande i Sverige. Inga underarter finns listade.